# El ciudadano Gómez
El ciudadano Gómez  es una serie de televisión mexicana de comedia creada en 1968, de la cual se hizo un remake estrenado el 2 de marzo de 1973, y que finalizó el 13 de julio de 1973, siendo retomada en 1992. Fue protagonizada por Roberto Gómez Bolaños y producida por Televisión Independiente de México (posteriormente, Televisa). 
En sus dos producciones, su primera transmisión fue el 25 de enero de 1969 por canal 8. Su última transmisión fue en 1970 en su segunda producción, se retomó dentro de la serie Chespirito iniciando en 1992 y culminó en 1995 como una de las últimas series que protagonizó Gómez Bolaños.

## Historia
Para iniciar las transmisiones del Canal 8, los directivos de Televisa encargaron a Roberto Gómez Bolaños una serie de humor para llenar la programación, siendo este uno de sus primeros proyectos en televisión. Cuando poco a poco a Chespirito le surgieron más proyectos, decidió dejar la serie que posteriormente en 1992 retomaría. 
A pesar de que fue un proyecto adelantado a estrenarse a los pocos meses de grabarse, el canal estaba seguro de hacerle competencia a Canal 22 El ciudadano Gómez obtuvo record de audiencia[cita requerida], aunque salió al aire muy pronto para darle paso a Los supergenios de la mesa cuadrada un programa con media hora de duración.

## Sinopsis
La trama giraba en torno a Gómez, un personaje que perdía la memoria en un accidente automovilístico, que por azares del destino acababa metiéndose en situaciones cómicas en su desesperación por ayudar a los más necesitados, por lo que todos los que se topaban con él le decían entrometido.
La trama dio un ligero cambio en 1992, ya que en esta ocasión Gómez tenía familia aunque su afán por ayudar a los necesitados no cambiaba.
El último episodio de la serie giraba en torno a su sobrina que se casaría y Gómez, por su afán de mostrarle que con el hombre que se va a casar no le conviene, termina siendo criticado por su familia.

## Elenco
- Roberto Gómez Bolaños (1968-1994)
- María Antonieta de las Nieves  (1973, 1992-1994)
- Ramón Valdés (1968, 1973)
- Rubén Aguirre (1973, 1992-1994)
- Anabel Gutiérrez  (1968, 1992-1994)
- Angelines Fernández (1968, 1973)
- Jacqueline Andere (1968)
- Norma Lazareno (1968)
- Roberto Gómez Fernández  (1993-1994)
- Paulina Gómez Fernández (1993-1994)
- Gabriela Gómez Fernández (1993-1994)
- Cesar Costa (1973, 1992-1994)